# Paša
 Ovo je glavno značenje pojma Paša. Za rijeku u Rusiji, pritoku Svira pogledajte Paša (rijeka).
Paša (turski: paşa) je počasni naslov dodjeljivan visokim vojnim i civilnim dostojanstvenicima u političkom sustavu Otomanskog carstva, koji se stavljao iza vlastita imena (Mehmed-paša, Omer-paša).
Paše su bile više pozicionirane od begova i aga, ali niže od kediva i vezira. 

## Naslov paša u Otomanskom političkom sustavu
Postajale su tri razine naslova - paša, i ovisila su o količini tugova (tri, dva i jedan tug) koje je dostojanstvenik posjedovao u skladu s tursko-mongolskom ratničko - konjaničkom tradicijom.
- Paša od jednog tuga, zvan je miri-liva (u vojsci je to odgovaralo činu brigadnog generala ili kontraadmirala u mornarici), u civilnoj upravi zvan je sandžakbeg, namjesnik sandžaka

- Paša od dva tuga, zvan je ferik (u vojsci je to odgovaralo činu divizijskog generala ili viceadmirala u mornarici), u civilnoj upravi bio je beglerbeg, namjesnik   pašaluka ili ajaleta

- Paša od tri tuga, zvan je mušir (maršal) ili kapudan-paša (admiral) u mornarici.

- Samo je sultan bio dostojanstvnik od četiri tuga kao vrhovni zapovjednik vojske i suveren carstva.

U modernoj Republici Turskoj naslov paša,  dodjeljivan je najvišim vojnim časnicima (generalima, maršalima), ali je ukinuta 1934. godine.

## Podrijetlo riječi paša
Riječ paša nastala je od turske složenice: başa = poglavar (baş ağa, baş=glava, ağa= vladar)

## Popis nekih poznatih paša
- Ahmed-paša Hercegović
- Ahmed paša (Claude Alexandre de Bonneval)
- Ali paša - državnik
- Aga Gombas paša uspješni turski poslovni čovjek
- Barbarosa Hajrudin paša
- Cigalazade Jusuf Sinan paša
- Emin paša
- Enver-paša
- Esad paša
- Fahri paša
- Fuad paša
- Glubb paša (John Bagot Glubb)
- Gordon paša
- Ibrahim paša
- Ismet paša (İsmet İnönü)
- Jafar al-Askari
- Jamal paša
- Kara Mustafa paša
- Kazazian paša
- Kilic Ali paša
- Kara Mustafa paša
- Mehmed paša Sokolović
- Melling paša
- Midhat paša
- Muhammad Ali paša — podkralj Egipta
- Mustafa Kemal paša, više znan kao Kemal Atatürk osnivač RepublikeTurske
- Mustafa Rešid paša
- Nubar paša
- Osman-paša Bošnjak
- Pijale paša
- Rijad paša — Egipatski državnik
- Said paša
- Sinan paša
- Sulejman paša
- Talat paša
- Tusun paša
- Yusuf Karamanli Paša od Tripolija